# 沾益区
沾益区（せんえき-く）は、中華人民共和国雲南省曲靖市に位置する市轄区。

## 地理
北高南低の地勢であり、山区面積が全体の84%を占める。

## 歴史
もともとは沾益県であったが、2016年3月の国函[2016]54号により市轄区に昇格。

## 行政区画
下部に4街道、2鎮、5郷を管轄する。
- 街道
  - 西平街道、竜華街道、金竜街道、花山街道
- 鎮
  - 白水鎮、盤江鎮
- 郷
  - 大坡郷、菱角郷、徳沢郷、炎方郷、播楽郷

## 交通

### 鉄道
- 中国鉄路総公司
  - 滬昆旅客専用線
（昆明方面）- 曲靖北駅 -（貴陽方面）
  - 滬昆線
（昆明方面）- 沾益駅 - 松林駅 - 珠江源駅 - 炎方駅 -（貴陽方面）
  - 盤西線
沾益駅 - 新海駅 - 白沙坡駅 - 平河口駅 - 白水鎮駅 - 大塘駅 -（紅果方面）

### 道路
- 高速道路
  - 杭瑞高速道路
  - 滬昆高速道路
  - S16 沾会高速道路
- 国道
  - G320国道
  - G326国道